# Psycho (Filmreihe)
Psycho ist eine US-amerikanische Horror-Thriller-Filmreihe. Es wurden vier Filme veröffentlicht. Beim ersten Teil, der 1960 in den Kinos anlief, führte Alfred Hitchcock Regie. Von 1983 bis 1990 erschienen drei weitere Filme, wie bereits im ersten Teil mit Anthony Perkins in der Hauptrolle. Im Gegensatz zu den ersten drei Filmen wurde der vierte Teil für das Fernsehen produziert. 1998 erschien eine annähernd originalgetreue Neuverfilmung des Klassikers von 1960. Von 2013 bis 2017 produzierte der Fernsehsender A&E Network die Serie Bates Motel, die die Vorgeschichte erzählt.

## Überblick

### Hauptfilme
| Jahr | Deutscher Titel           | Originaltitel             | Regie            | Drehbuch             | Produzent                         |
| ---- | ------------------------- | ------------------------- | ---------------- | -------------------- | --------------------------------- |
| 1960 | Psycho                    | Psycho                    | Alfred Hitchcock | Joseph Stefano       | Alfred Hitchcock                  |
| 1983 | Psycho II                 | Psycho II                 | Richard Franklin | Tom Holland          | Hilton A. Green                   |
| 1986 | Psycho III                | Psycho III                | Anthony Perkins  | Charles Edward Pogue | Hilton A. Green, Donald E. Zipfel |
| 1990 | Psycho IV – The Beginning | Psycho IV – The Beginning | Mick Garris      | Joseph Stefano       | Les Mayfield, George Zaloom       |

### Remake
| Jahr | Deutscher Titel          | Originaltitel | Regie        | Drehbuch       | Produzent                  |
| ---- | ------------------------ | ------------- | ------------ | -------------- | -------------------------- |
| 1998 | Psycho (Remake von 1960) | Psycho        | Gus Van Sant | Joseph Stefano | Gus Van Sant, Brian Grazer |

### Fernsehfilm
1987 ließ die NBC den Fernsehfilm Bates Motel drehen, der ebenfalls auf dem Stoff basiert.

### Fernsehserie
Von 2013 bis 2017 erschien unter der Leitung des Produzenten Anthony Cipriano die A+E Networks-Serie Bates Motel mit Vera Farmiga, Freddie Highmore, Max Thieriot und Olivia Cooke in den Hauptrollen.

### Kritiken
(Stand: 4. Dezember 2020)
| Film                             | Rotten Tomatoes     | IMDb                      |
| -------------------------------- | ------------------- | ------------------------- |
| Psycho (1960)                    | 96 % (103 Kritiken) | 8,5 (597.595 Bewertungen) |
| Psycho II (1983)                 | 59 % (34 Kritiken)  | 6,5 (23.993 Bewertungen)  |
| Psycho III (1986)                | 58 % (19 Kritiken)  | 5,4 (12.997 Bewertungen)  |
| Psycho IV – The Beginning (1990) | -                   | 5,5 (7.508 Bewertungen)   |
| Psycho (1998)                    | 38 % (78 Kritiken)  | 4,6 (45.641 Bewertungen)  |